# Гришин, Николай Павлович
Николай Павлович Гришин (5 сентября 1936, с. Малыгино, Куйбышевский край — 23 сентября 2014, Саратов) — советский партийный и государственный деятель, председатель Саратовского облисполкома (1989—1991).

## Биография
Окончил Саратовский сельскохозяйственный институт, кандидат сельскохозяйственных наук.
- 1962—1965 гг. — агроном, управляющий отделением совхоза «Волжский» Энгельсского района,
- 1965—1969 гг. — управляющий отделением совхоза «Комбайн» Саратовского района,
- 1969—1971 гг. — главный агроном колхоза «1 Мая»,
- 1971—1974 гг. — директор совхоза «Лесной» Татищевского района Саратовской области,
- 1974—1975 гг. — начальник управления сельского хозяйства Татищевского района,
- 1975—1978 гг. — председатель исполкома Татищевского районного Совета народных депутатов,
- 1978—1982 гг. — первый секретарь Самойловского райкома КПСС,
- 1982—1986 гг. — первый секретарь Петровского горкома КПСС,
- 1986—1988 гг. — первый заместитель председателя агропромышленного комитета Саратовской области,
- 1988—1989 гг. — второй секретарь Саратовского обкома КПСС,
- 1989—1991 гг. — председатель исполкома Саратовского областного Совета народных депутатов,
- 1992—1994 гг. — исполнительный директор акционерного общества «Силикат»,
- 1994—1997 гг. — председатель комитета Саратовской областной думы первого созыва по работе с территориями области, федеральным вопросам и международным связям,
- 1997—2001 гг. — заместитель председателя Саратовской областной думы второго созыва.

Являлся заместителем председателя Общественной палаты Саратовской области. В последние годы находился на пенсии.
Народный депутат СССР (1989—1991) по Петровскому избирательному округу № 15.

## Награды и звания
Награждён медалями ордена «За заслуги перед Отечеством» I и II степени.
Почетный гражданин Саратовской области.